# La Guerre d'Hitler
La Guerre d'Hitler (anglais : Hitler's War) est un livre biographique par David Irving. Il décrit la Seconde Guerre mondiale du point de vue d'Adolf Hitler.

## Thèses primaires
La Guerre d'Hitler, le premier volume publié de sa biographie d'Adolf Hitler en deux parties (la première partie, Le Chemin de la guerre a été publiée en 1978), avait initialement été publié en allemand comme Hitler und seine Feldherren (Hitler et ses généraux) en 1975. L'intention d'Irving dans La Guerre d'Hitler était de nettoyer « des années de crasse et la décoloration de la façade d'un monument silencieux », et de révéler le vrai Hitler, dont la réputation, selon Irving, avait été calomniée par les historiens. Dans La Guerre d'Hitler, Irving a essayé « de voir la situation autant que possible à travers les yeux d'Hitler, de derrière son bureau. » Il dépeint Hitler comme un homme politique rationnel et intelligent, dont le seul but était d'accroître la prospérité et l'influence de l'Allemagne à travers le continent européen, et qui a été constamment déçu par ses subordonnés incompétents et / ou traîtres. Le livre d'Irving rend coupables les dirigeants des pays alliés, notamment Winston Churchill, d'une escalade de la guerre, et affirme que l'invasion allemande de l'Union soviétique en 1941 était une « guerre préventive » à laquelle Hitler s'était résolu pour éviter une attaque soviétique imminente présumée (projet soutenu par le GRU notamment). Irving a également affirmé que Hitler n'avait pas connaissance de la Shoah, sans nier catégoriquement sa présence. Il a montré l'absence de toute ordonnance écrite d'Hitler ordonnant la destruction des Juifs, et, pendant des décennies, a offert de payer 1 000 £ à tous ceux qui pourraient trouver une telle ordonnance. En outre, citant le travail des historiens comme Harry Elmer Barnes, David Hoggan, et Frédéric JP Veale, Irving a fait valoir que le Royaume-Uni était le principal responsable du déclenchement de la guerre en 1939.[réf. nécessaire]
Dans une note de La Guerre d'Hitler, Irving a introduit la thèse plus tard popularisée dans les années 1980 par Ernst Nolte selon laquelle une lettre écrite par Chaim Weizmann à Neville Chamberlain le 3 septembre 1939, promettant le soutien de l'Agence juive à l'effort de guerre des Alliés, constituait une « déclaration de guerre juive » contre l'Allemagne, justifiant ainsi l'« internement » des Juifs d'Europe. En 1975, quand, sans la permission de Irving, la firme Ullstein Verlag a supprimé les passages déclamant qu'Hitler n'avait pas connaissance de la Shoah dans l'édition allemande de La Guerre d'Hitler, Irving les a poursuivis. Malgré son dédain tant vanté envers beaucoup d'historiens (accusés par Irving de diffamation envers Hitler), Irving a assisté à une conférence d'historiens à Aschaffenbourg en juillet 1978 traitant d’Hitler aujourd'hui – problèmes et aspects de la recherche sur Hitler. Irving a passé son temps lors de la conférence à attaquer les historiens présents de « recherche bâclée présumée sur Hitler », et à vanter son ouvrage comme « le seul bon livre jamais écrit sur le Führer ».

### Éditions en anglais
Il a été publié en avril 1977 par Hodder & Stoughton  (ISBN 0-340-16747-5) puis par  Viking Press (relié,  (ISBN 0-670-37412-1). Avon Books l'a réédité en 1990 (broché,  (ISBN 0-380-75806-7). En 2002, Point Focal Publications a publié une édition illustrée révisée, combinée avec son Le Chemin de la guerre, comme un livre relié de 1024 pages  (ISBN 1-872197-10-8).

### Analyses de l'ouvrage
- (en) Gordon A. Craig, The Germans, New York, G. P. Putnam's Sons, 1982 (ISBN 0-399-12436-5)
- (en) Deborah Lipstadt, Denying the Holocaust : The Growing Assault on Truth and Memory, New York, Free Press, 1993 (ISBN 0-02-919235-8)
- (en) John Lukacs, The Hitler of History, New York, Knopf, 1997, 279 p. (ISBN 0-679-44649-4)
- (en) Don David Guttenplan, The Holocaust on Trial, New York, W. W. Norton & Company, 2001 (ISBN 0-393-02044-4)
- (en) Richard J. Evans, In Hitler's Shadow, New York, Pantheon Books, 1989, 196 p. (ISBN 0-394-57686-1)